# Point d'ébullition
 (septembre 2018).
Si vous disposez d'ouvrages ou d'articles de référence ou si vous connaissez des sites web de qualité traitant du thème abordé ici, merci de compléter l'article en donnant les références utiles à sa vérifiabilité et en les liant à la section « Notes et références ».
Ne doit pas être confondu avec Point de condensation (mathématiques).

Diagramme de phase de l'eau.

Le point d'ébullition d'un liquide est, pour une pression donnée, la température à partir de laquelle il passe de l'état liquide à l'état gazeux s'il reçoit de la chaleur ; il entre alors en ébullition.
Le point de condensation est le processus inverse, se produisant à la même température, auquel la vapeur se condense en fournissant de la chaleur.
Le point d'ébullition « standard » d'un liquide est celui mesuré à une pression d'une atmosphère. À cette température, la pression de vapeur du liquide devient suffisante pour surmonter la pression atmosphérique et permettre à des bulles de vapeur de se former à l'intérieur de la masse du liquide.

## Ébullition d'un corps pur

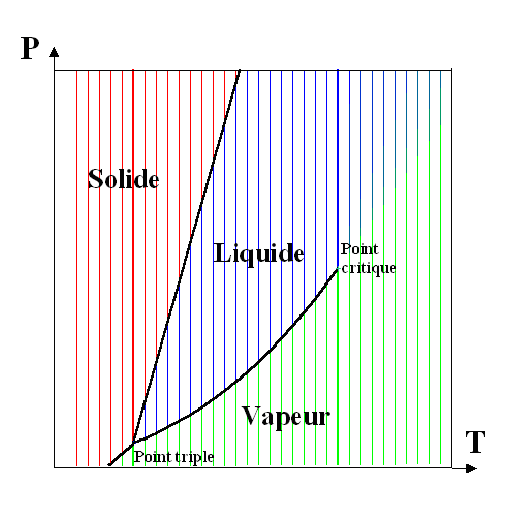
Diagramme de phase d'un corps pur habituel.

### Température de saturation
Un liquide saturé de chaleur contient autant d'énergie thermique qu'il le peut, sans se mettre à bouillir (ou inversement, une vapeur saturée contient aussi peu d'énergie thermique qu'elle le peut, sans devoir se condenser). Au-delà, un apport d'énergie supplémentaire entraînera une transition de phase : le liquide passe d'une phase liquide à une phase vapeur. Cette transition dépend de la pression imposée au système liquide-vapeur.

### Température de vapeur saturante
Le point d'ébullition d'un corps est la température à laquelle sa pression de vapeur saturante est égale à la pression entourant le liquide,. À ce point, tout apport d'énergie sous forme de transfert thermique est absorbé par la chaleur latente de vaporisation et aura pour effet de faire passer une partie du liquide en vapeur.
Le point d'ébullition d'un liquide varie suivant la pression : un liquide placé dans un vide partiel a un point d'ébullition plus bas qu'à la pression atmosphérique, et inversement, un liquide sous pression a un point d'ébullition plus élevé. Par exemple, l'eau bout à 100 °C au niveau de la mer (dans les conditions normales de pression), mais à 93,4 °C à 1 905 m d'altitude.
Dans le cas d'un corps pur, les points d'ébullition forment dans le diagramme de phase la courbe qui sépare la zone liquide de la zone gazeuse. C'est-à-dire que pour une pression donnée, l'ébullition se produit à une température fixe.
Dans ce cas, le point d'ébullition est identique au point de condensation, qui représente les conditions nécessaires au passage de l'état gazeux vers l'état liquide.

### Différence entre ébullition et évaporation
Les liquides en contact avec l'atmosphère (ou, plus généralement, d'autres gaz) peuvent se transformer en vapeur à des températures inférieures à leur point d'ébullition, par le processus d'évaporation, mais ce dernier recouvre un phénomène très différent[source insuffisante].
L'évaporation est un phénomène de surface, dans lequel des molécules du liquide situées près de l'interface liquide-gaz, quand elles reçoivent un transfert thermique, peuvent franchir cette interface et dissiper cette chaleur par la chaleur latente de vaporisation en se transférant dans l'état gazeux. Dans ce processus d'évaporation, les molécules du liquide doivent se mélanger avec celles du gaz environnant, en fonction de l'équilibre à trouver entre pression partielle de vapeur (qui traduit la quantité du corps passée en phase vapeur) et pression de vapeur saturante. Ce transfert est possible jusqu'à « saturation », c'est-à-dire jusqu'au point où la pression partielle du corps dans le gaz atteint un maximum, qui est (par définition) la pression de vapeur saturante variable pour une température donnée). La pression de vapeur saturante joue en quelque sorte le rôle de « couvercle » empêchant une évaporation trop rapide du corps.
À proximité immédiate de l'interface liquide-gaz, la pression partielle du corps égale rapidement celle de la vapeur saturante, ce qui interdit une évaporation ultérieure. Plus loin, en revanche, la pression partielle peut être plus faible, ce qui laisse de la place à une évaporation supplémentaire, à condition que cette place libre puisse atteindre l'interface liquide-gaz, que ce soit par diffusion de la matière du corps dans la phase gazeuse, ou par convection de la masse gazeuse. Dans un cas comme dans l'autre, l'évaporation ne peut être qu'un processus lent et en quasi-équilibre, placé sous la condition que la couche superficielle saturée peut se diffuser dans le reste de la phase gazeuse et laisser la place à d'autres évaporations.
Dans l'ébullition, en revanche, l'invasion de la phase gazeuse est brutale : la pression de vapeur saturante étant égale à la pression extérieure, le transfert thermique qui permet une « évaporation » permet la création, à partir du liquide, d'une bulle gazeuse du corps pur, sans nécessiter de mélange ou de transfert avec la composante gazeuse. Dans ce cas, le volume du corps sous forme de gaz peut physiquement être directement éjecté sous forme de bulle de vapeur, sans nécessité d'un mélange par convection ou diffusion : à partir du moment où cette bulle peut d'une manière ou d'une autre quitter l'interface (généralement par convection), l'ébullition n'est limitée que par l'apport d'énergie thermique imposé au corps liquide.

## Cas de l'eau
L'échelle de température Celsius était à l'origine définie de telle manière que la température d'ébullition de l'eau à la pression d'une atmosphère soit 100 °C. La définition de la pression standard a été affinée depuis, et l'on prend en compte pour le calcul du point d'ébullition la chaleur nécessaire au changement d'état (égale à environ 2 250 J/g pour l'eau), de sorte que le point d'ébullition de l'eau à la pression standard est actuellement de 99,98 °C. À titre de comparaison, au sommet du mont Everest, à 8 848 m d'altitude, la pression est d'environ 34 kPa et le point d'ébullition de l'eau est de 71 °C.
Une application courante de l'interdépendance entre température d'ébullition et pression d'ébullition est l'autocuiseur. C'est grâce à une augmentation de la pression (couramment de l'ordre du bar) que l'on peut faire passer la température d'ébullition de l'eau de 100 °C à environ 120 °C. Ces deux températures correspondent bien à des températures d'ébullition. Cependant, seule la valeur de 100 °C est une valeur prise dans l'état standard, et par là la température standard d'ébullition de l'eau.
Pour une pression donnée, la température de l'eau qui bout est fixe. Toute l’énergie sert au changement d'état (eau/vapeur), l'eau ne devient pas plus chaude en bouillonnant beaucoup ou longtemps.
De ce fait, en cuisine, faire cuire « à gros bouillon » ne raccourcit pas le temps de cuisson, la température restant à 100 °C. Le bouillonnement peut en revanche servir à agiter le contenu (par exemple pour éviter que les pâtes ne se collent entre elles ou au fond) ou à le réduire.

## Point d'ébullition standard
Dans les tables de thermodynamique des produits chimiques, on n'indique pas tout le diagramme de phase, mais seulement la température d'ébullition dans l'état standard, c'est-à-dire à la pression d'une atmosphère (1 013,25 hPa), telle que définie par l'Union internationale de chimie pure et appliquée en 1982. Ce point d'ébullition est alors appelé point d'ébullition standard, et la température d'ébullition standard. Le terme point d'ébullition est souvent employé pour désigner la température d'ébullition standard dans le langage courant, en supposant la pression fixée.
Pour une pression donnée, différents liquides bouillent à différentes températures.
Le tableau suivant donne les températures d’ébullition des éléments à l'état standard à 1 atm, exprimées en degrés Celsius :
| H −252,8 |          |    |          |          |          |          |          |          |          |          |          |          |          |          |          |          |          | He −268,9 |
| Li 1 342 | Be 2 471 |    |          |          |          |          |          |          |          |          |          |          | B 4 000  | C 3 825  | N −195,8 | O −183   | F −188,1 | Ne −246,1 |
| Na 882,9 | Mg 1 090 |    |          |          |          |          |          |          |          |          |          |          | Al 2 519 | Si 3 265 | P 280,5  | S 444,6  | Cl −34   | Ar −185,8 |
| K 759    | Ca 1 484 |    | Sc 2 836 | Ti 3 287 | V 3 407  | Cr 2 671 | Mn 2 061 | Fe 2 861 | Co 2 927 | Ni 2 913 | Cu 2 562 | Zn 907   | Ga 2 204 | Ge 2 833 | As 616   | Se 685   | Br 58,8  | Kr −153,3 |
| Rb 688   | Sr 1 382 |    | Y 3 345  | Zr 4 409 | Nb 4 744 | Mo 4 639 | Tc 4 265 | Ru 4 150 | Rh 3 695 | Pd 2 963 | Ag 2 162 | Cd 767   | In 2 072 | Sn 2 602 | Sb 1 587 | Te 988   | I 184,4  | Xe −108,1 |
| Cs 671   | Ba 1 897 | *  | Lu 3 402 | Hf 4 603 | Ta 5 458 | W 5 555  | Re 5 596 | Os 5 012 | Ir 4 428 | Pt 3 825 | Au 2 856 | Hg 356,6 | Tl 1 473 | Pb 1 749 | Bi 1 564 | Po 962   | At       | Rn −61,7  |
| Fr       | Ra       | ** | Lr       | Rf       | Db       | Sg       | Bh       | Hs       | Mt       | Ds       | Rg       | Cn       | Nh       | Fl       | Mc       | Lv       | Ts       | Og        |
|          |          | ↓  |          |          |          |          |          |          |          |          |          |          |          |          |          |          |          |           |
|          |          | *  | La 3 464 | Ce 3 443 | Pr 3 520 | Nd 3 074 | Pm 3 000 | Sm 1 794 | Eu 1 529 | Gd 3 273 | Tb 3 230 | Dy 2 567 | Ho 2 700 | Er 2 868 | Tm 1 950 | Yb 1 196 |          |           |
|          |          | ** | Ac 3 198 | Th 4 788 | Pa       | U 4 131  | Np       | Pu 3 228 | Am 2 011 | Cm 3 100 | Bk       | Cf       | Es       | Fm       | Md       | No       |          |           |

## Mélanges
Dans le cas d'un mélange, le point d'ébullition dépend non seulement de la pression et de la température, mais aussi de la concentration des différents composants du mélange et des réactions chimiques qui se produisent entre eux. Les différents composants s'évaporant à des vitesses différentes, leurs concentrations relatives évoluent pendant l'ébullition : on parle alors de distillation. La température ne reste pas constante, mais suit cette évolution. Les bouilleurs de cru utilisent cette variation pour estimer la proportion d'alcool restant dans le moût qu'ils distillent : à 100 °C, tout l'alcool est évaporé, il ne reste que de l'eau.

## Évaporation sans ébullition
Les liquides peuvent aussi passer sans ébullition de l'état liquide à l'état gazeux, à des températures plus basses que celle du point d'ébullition : il s'agit alors d'évaporation et non pas d'ébullition. C'est ainsi que les routes sèchent après la pluie et le linge après avoir été lavé, sans qu'ils soient chauffés à 100 °C, sous l'effet du soleil et du vent.